# Ivana Španović
Ivana Španović (Servisch: Ивана Шпановић) (Zrenjanin, 10 mei 1990) is een Servisch atlete, die zich heeft gespecialiseerd in het verspringen. Daarnaast heeft zij ook goede prestaties neergezet op de 60 m en de vijfkamp. Ze werd als verspringster eenmaal Europees kampioene, tweemaal wereldindoorkampioene en driemaal Europees indoorkampioene en nam deel aan vier Olympische Spelen, wat haar eenmaal een bronzen medaille opleverde. Ze is Servisch recordhoudster op de 60 m, het verspringen (in- en outdoor) en de vijfkamp.   

## Loopbaan

### Eerste prestaties als junior
Španović veroverde haar eerste internationale medailles als junioratlete. In 2007, als deelneemster aan de wereldkampioenschappen voor U18-junioren in Ostrava, behaalde zij bij het verspringen het zilver. Een jaar eerder had zij haar internationale debuut al gemaakt op de WK voor U20-junioren in Peking. Ze was toen net zestien jaar oud. Twee jaar later behaalde zij op ditzelfde kampioenschap in het Poolse Bydgoszcz haar eerste internationale titel. Op nationaal niveau had ze toen inmiddels al haar tweede nationale titel bij de senioren op zak. Eveneens in 2008 maakte zijn haar olympisch debuut op de Spelen in Peking. Daar kwam zij echter niet verder dan de kwalificatieronde.
In 2009, haar laatste jaar als junior, veroverde Španović zilver op de Europese Kampioenschappen voor U20-junioren in Novi Sad. Haar sprong van 6,71 m betekende een Servisch nationaal record. Op de Zomeruniversiade in Belgrado zegevierde zij echter weer, ditmaal met een beste sprong van 6,64 m. Het was haar laatste titel als junior.  

### Resultaten bij de senioren
In 2011 nam Španović deel aan de EK voor neo-senioren (U23) in Otrava, waar zij zilver veroverde met een sprong van 6,74. Een nieuw nationaal record werd het echter niet, omdat de wind wat te veel in de rug blies (+3,2 m/s). Een jaar later drong zij op de Olympische Spelen van Londen ditmaal wel door tot de finale, waarin zij met 6,35 een achtste plaats behaalde.
Vier jaar later, op de Olympische Spelen in Rio de Janeiro behaalde ze met een verste sprong van 7,08, een verbetering van haar eigen nationale record, de bronzen medaille. Eerder dat jaar had ze met 6,94 de gouden medaille behaald op de EK in Amsterdam.

### Persoonlijk

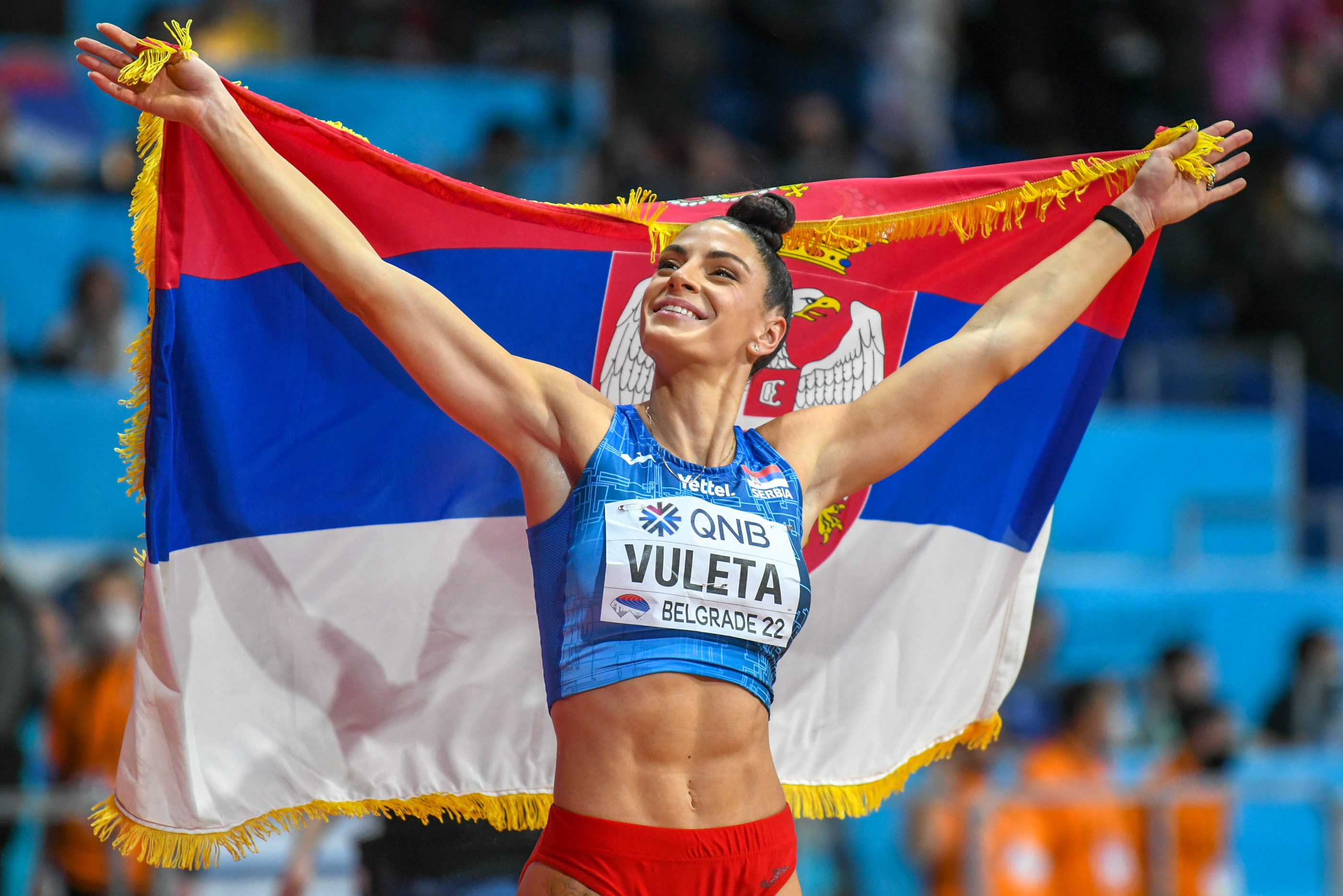
Ivana Španović werd tijdens haar huwelijk wereldkampioene indoor in de Servische hoofdstad Belgrado in 2022.

Španović trouwde in september 2021 met fitnessinstructeur Marko Vuleta. Hierna nam ze deel aan wedstrijden onder haar nieuwe naam. Twee jaar later ging het huwelijk stuk, scheidde het stel en voerde ze weer haar meisjesnaam.

## Titels
- Wereldkampioene verspringen - 2023
- Wereldindoorkampioene verspringen - 2018, 2022
- Europees kampioene verspringen - 2016
- Europees indoorkampioene verspringen - 2015, 2017, 2019
- Universitair kampioene verspringen - 2009
- Middellandse Zeespelen kampioene verspringen - 2018
- Balkan kampioene verspringen - 2011, 2013
- Balkan indoorkampioene verspringen - 2008, 2013, 2014, 2016, 2017
- Servisch kampioene verspringen - 2006, 2008, 2011, 2012, 2013, 2019
- Servisch indoorkampioene 60 m - 2015
- Servisch indoorkampioene verspringen - 2013, 2015, 2021, 2022
- Wereldkampioene U20 verspringen - 2008

## Persoonlijke records
Outdoor
| Onderdeel          | Prestatie              | Datum             | Plaats            |
| ------------------ | ---------------------- | ----------------- | ----------------- |
| 100 m              | 11,90 s (+0,7 m/s)     | 18 mei 2013       | Sremska Mitrovica |
| verspringen        | 7,10 m (+0,3 m/s) (NR) | 11 september 2016 | Belgrado          |
| hink-stap-springen | 13,78 m (+0,2 m/s)     | 14 juni 2014      | Belgrado          |

Indoor
| Onderdeel    | Prestatie   | Datum           | Plaats   |
| ------------ | ----------- | --------------- | -------- |
| 60 m         | 7,31 s (NR) | 31 januari 2015 | Novi Sad |
| 60 m horden  | 8,49 s      | 19 januari 2013 | Novi Sad |
| hoogspringen | 1,78 m      | 19 januari 2013 | Novi Sad |
| verspringen  | 7,24 m (NR) | 19 januari 2013 | Novi Sad |
| vijfkamp     | 4240 p (NR) | 19 januari 2013 | Novi Sad |

## Palmares

### Verspringen
- 2006: 7e WK U20 in Peking - 6,23 m
- 2007:  WK U18 in Ostrava - 6,41 m
- 2008:  WK U20 in Bydgoszcz - 6,61 m
- 2008: 16e in kwal. OS - 6,30 m
- 2009:  EK U20 Novi Sad - 6,71 m (NR)
- 2009:  Universiade - 6,64 m
- 2010: 8e EK - 6,60 m
- 2012: 8e OS - 6,35 m
- 2013: 5e EK indoor - 6,68 m
- 2013:  WK - 6,82 m (NR)
- 2014:  WK indoor - 6,77 m
- 2014:  EK - 6,81 m
- 2015:  EK indoor - 6,98 m (NR)
- 2015:  WK - 7,01 m (NR)
- 2016:  WK indoor - 7,07 m (NR)
- 2016:  EK - 6,94 m
- 2016:  OS - 7,08 m (NR)
- 2017:  EK indoor - 7,24 m (NR)
- 2017: 4e WK - 6,96 m
- 2018:  WK indoor - 6,96 m
- 2019:  EK indoor - 6,99 m
- 2021: 4e OS - 6,91 m (in kwal. 7,00 m)
- 2022:  WK indoor - 7,06 m
- 2023:  EK indoor - 6,91 m
- 2023:  WK - 7,14 m
- 2024: 16e in kwal. OS - 6,51 m

1983 Heike Drechsler ·
1987 Jackie Joyner-Kersee ·
1991 Jackie Joyner-Kersee ·
1993 Heike Drechsler ·
1995 Fiona May ·
1997 Ljudmila Galkina ·
1999 Niurka Montalvo ·
2001 Fiona May ·
2003 Eunice Barber ·
2005 Tianna Madison ·
2007 Tatjana Lebedeva ·
2009 Brittney Reese ·
2011 Brittney Reese ·
2013 Brittney Reese ·
2015 Tianna Bartoletta ·
2017 Brittney Reese ·
2019 Malaika Mihambo ·
2022 Malaika Mihambo ·
2023 Ivana Španović
- World Athletics: 14300421